# Choi Woong
Choi Sun-woong (en hangul, 최선웅; RR: Choe Seon-ung) mejor conocido artísticamente como Choi Woong (hangul: 최웅, RR: Choe Ung), es un actor y modelo surcoreano.

## Biografía
Estudió en la Universidad Daekyeung (대경대학교).

## Carrera
Es miembro de la agencia "Outer Korea Management". Previamente formó parte de la agencia "S-Entercom" (에스엔터컴).
En el 2013 realizó una aparición en la serie Potato Star 2013QR3, donde interpretó a Lee Ji-hun, la cita a ciegas de Noh Soo-young (Seo Ye-ji). En septiembre del mismo año se unió al elenco recurrente de la serie Secret Love, donde dio vida a Choi Kwang-soo, el secretario de Jo Min-hyuk (Ji Sung) y el hermano menor de Choi Kwang-min (Lee Seung-joon).
En el 2014 realizó dos apariciones especiales a partir del cuarto episodio hasta el quinto episodio de la serie You're All Surrounded, donde interpretó a Kim Shin-myung, un sospechoso en un accidente de auto de golpe y fuga. Ese mismo año apareció en la serie Wonderful Days como Min Woo-jin, el interés romántico de Kang Dong-ok (Lee Hye-in).
En 2015 apareció en la serie Oh My Ghostess, donde dio vida a Joo Chang-gyu, el fallecido novio de Lee So-hyung (Park Jung-ah).
En febrero de 2016 se unió al elenco recurrente de la popular serie surcoreana Descendants of the Sun, donde interpretó al sargento Gong Cheol-ho, un oficial de las fuerzas armadas conocido como "Harry Potter".
En noviembre del mismo año se unió al elenco recurrente de la popular serie surcoreana Weightlifting Fairy Kim Bok Joo, donde dio vida a Kim Gi-seok, un miembro del equipo de natación que está enamorado de Song Shi-ho (Kyung Soo-jin). Ese mismo año apareció en la popular serie surcoreana Goblin (también conocida como "Guardian: The Lonely and Great God"), donde interpretó a una de las parcas junior del Grim Reaper (Lee Dong-wook).
En junio del 2017 se unió al elenco recurrente de la serie Duel, donde dio vida al detective Na Soo-ho, un oficial de homicidios de la policía de Jeongbuk y compañero de trabajo de Jang Deuk-cheon (Jung Jae-young).
En el 2018 se unió al elenco recurrente de la serie 100 Days My Prince, donde interpretó a Jung Sa-yeob, el jefe de "Censorat" y el medio hermano mayor de Jung Jae-yoon (Kim Seon-ho) a quien desprecia debido a que gracias a sus habilidades ha sido capaz de ascender en el ranking y convertirse en la mano derecha del Príncipe Heredero. Ese mismo año realizó una aparición especial en la serie Clean with Passion for Now, donde dio vida a Lee Do-jin, el compañero y primer amor de Gil Oh-sol (Kim Yoo-jung).
El 28 de noviembre del mismo año se unió al elenco principal de la serie web Wish Woosh donde interpretó a Kwak-woong, el gerente del grupo quien comienza una relación con Ha Do-woo (Gong Yoo-rim), una de las empleadas. Papel que volvió a dar vida en la segunda temporada de la serie transmitida hasta el 23 de enero del 2020.
En enero de 2020 se unió al elenco recurrente de la serie Money Game, donde dio vida a Han Sang-min, un funcionario de nivel 5 de la oficina de finanzas internacionales.

## Filmografía

### Series de televisión
| Año     | Título                              | Personaje                      | Notas                               | Ref.        |
| ------- | ----------------------------------- | ------------------------------ | ----------------------------------- | ----------- |
| 2010    | Athena: Goddess of War              | -                              |                                     |             |
| 2012    | Bridal Mask                         | Kagawa Teruyuki                |                                     | [ 4 ]       |
| 2012    | Reckless Family                     | Choi-woong                     |                                     | [ 4 ]       |
| 2013    | Nine: Nine Time Travels             | Secretario de Choi Jin-Cheol   |                                     | [ 4 ]       |
| 2013    | Potato Star 2013QR3                 | Lee Ji-hun                     | Ep. 40                              |             |
| 2013    | Secret Love                         | Choi Kwang-soo                 |                                     | [ 5 ] [ 6 ] |
| 2013    | My Love from the Star               | Fan de Han Yoo-ra              | Ep. 7                               |             |
| 2014    | You're All Surrounded               | Kim Shin-myung                 | 2 episodios                         |             |
| 2014    | Wonderful Days                      | a Min Woo-jin                  |                                     |             |
| 2015    | Oh My Ghostess                      | Joo Chang-gyu / Yoon Chang-sub |                                     |             |
| 2015    | In Search of Argenta                | Lee Joon-tae                   | Drama Special Season 6 - 1 episodio |             |
| 2016    | Webtoon Hero - Tundra Show Season 2 | Hwang-jun                      |                                     |             |
| 2016    | Descendientes del sol               | Sargento Gong Cheol-ho         |                                     |             |
| 2016    | Lucky Romance                       | Conocido de Bo-nui             | Ep. 2                               |             |
| 2016    | Goblin                              | Parca Junior                   |                                     |             |
| 2016    | Happy Ending                        | Choi Sun-woong                 | Serie web - 3 episodios             |             |
| 2016-17 | Weightlifting Fairy Kim Bok Joo     | Kim Gi-seok                    |                                     |             |
| 2017    | Duel                                | Detective Na Soo-ho            |                                     |             |
| 2018    | 100 Days My Prince                  | Jung Sa-yeob                   |                                     |             |
| 2018    | Clean with Passion for Now          | Lee Do-jin                     | 3 episodios                         |             |
| 2018    | Wish Woosh                          | Kwak-woong                     | Serie web - 10 episodios            |             |
| 2019    | I Hate You Juliet                   | Bong Joon-mo                   | 18 episodios                        |             |
| 2019    | The Wind Blows                      | Song Young-hoon                | 2 episodios                         |             |
| 2019    | Ogre                                | Han-chu (No.505)               | Drama Stage Season 3 - 1 episodio   |             |
| 2019    | Wish Woosh 2                        | Kwak-woong                     | Serie web - 3 episodios             |             |
| 2020    | Money Game                          | Han Sang-min                   |                                     |             |
| 2020    | My Unfamiliar Family                | Lee Jong-min                   | 3 episodios                         |             |
| 2022-23 | Dar en el clavo                     | Kim Hyeon-woo                  | Serie web                           | [ 7 ]       |
| 2024    | Snow White's Revenge                | Seo Jin-ho                     | 100 episodios                       | [ 8 ] [ 9 ] |

### Películas
| Año  | Título               | Personaje                  | Notas                                                                               |
| ---- | -------------------- | -------------------------- | ----------------------------------------------------------------------------------- |
| 2001 | Sorum                | Hijo del Escritor Lee      | Junto a Kim Myung-min, Jang Jin-young, Gi Ju-bong, Jo An, Kim Gi-cheon y Lee Han-wi |
| 2010 | Republic of Korea 1% | Miembro del tercer pelotón |                                                                                     |

### Programas de variedades
| Año  | Título               | Función  | Notas   |
| ---- | -------------------- | -------- | ------- |
| 2017 | I Live Alone         | Invitado | Ep. 195 |
| 2017 | Video Star: Season 1 | Invitado | Ep. 31  |

### Anuncios
| Año  | Título                                           | Notas |
| ---- | ------------------------------------------------ | ----- |
| 2011 | Bacchus - "Soldiers of the Armed Forces Service" |       |

## Premios y nominaciones
| Año  | Premios            | Categoría    | Trabajo                | Resultado |
| ---- | ------------------ | ------------ | ---------------------- | --------- |
| 2016 | Rookie Asia Awards | Rookie Award | Descendants of the Sun | Ganador   |